# Vultures 1
A Vultures 1 a ¥$ amerikai szuperduó, amelyet Kanye West rapper és Ty Dolla Sign énekes alkot, debütáló stúdióalbuma. 2024. február 10-én jelent meg függetlenül, West YZY kiadóján keresztül. A dátum egybeesik West debütáló albuma, a The College Dropout 20. évfordulójával.
Az albumon vendégszerepelt többek között Freddie Gibbs, YG, Quavo, Playboi Carti, Travis Scott, Bump J, Lil Durk, Rich The Kid, Chris Brown és West lánya, North West is.
A produceri munkát első sorban West végezte, többek között Digital Nas, The Legendary Traxster, 88-Keys, JPEGMafia, DJ Camper, Chrishan, Ojivolta, Anthony Killhofer, Timbaland, No I.D., Swizz Beatz és Wheezy közreműködésével.